# Paul Burchill
Pour les articles homonymes, voir Burchill.

Paul Kenneth Burchill, né le 8 octobre 1979 à Guildford dans le comté de Surrey, est un ancien catcheur britannique. Il a travaillé pour la World Wrestling Entertainment de 2005 à 2010.

## Carrière

### Début
C'est un ancien professeur de classe primaire originaire du Surrey, en Angleterre. Il a également joué dans la "Rugby Football League" au centre, où il a acquis le surnom de "Ripper". Il entre dans le monde du catch en 2001, après avoir participé à un week-end d'entrainement organisé par la FWA Academy et a rapidement impressionné l'organisateur, le catcheur britannique Mark Sloan.
Après avoir accompli son entraînement sous l'œil de Sloan, Burchill fait ses débuts sur le ring en août 2002 avec la Frontier Wrestling Alliance.

### En Europe
En mai 2003, il prend Dean Ayass comme manager. Pour le reste de l’année il participe à plusieurs combats handicap, il battra la majorité[réf. nécessaire] des équipes de la FWA par KO. Burchill est alors nommé Recrue de l’année par Total Wrestling et 1 Stop Wrestling's pour l’année 2003. 
Burchill continue de travailler pour la FWA mais aussi pour quelques autres promotions en Europe durant l’année 2004, des promotions telles que The Wrestling Alliance, All Star Premier Promotions, GBH, HCW, High Impact Promotions, WXW Germany, IWP, British Championship Wrestling et l’Italian Championship Wrestling.
Le 1er août 2004, il bat Doug Williams et The Zebra Kid dans un “No Holds Barred Three-Way Dance” pour devenir le champion de la IWP, un titre qu’il détiendra jusqu’au 6 novembre 2004 dans un « Falls Count Anywhere » match face à D-Lo Brown. Le 11 novembre 2004, Burchill signe un contrat de développement avec la World Wrestling Entertainment, et quitte l’Angleterre pour se diriger vers l’Amérique où il joindra la filiale de la WWE, la Ohio Valley Wrestling. 

#### World Wrestling Entertainment (2005-2010)
Burchill arrive en Amérique où il s’entraîne tant à la OVW qu’à la Deep South Wrestling avant d’être appelé dans la WWE. Il y fait ses débuts officiels lors d’un épisode de Velocity diffusé le 27 août 2005, en venant aider son compatriote britannique William Regal face à Scotty 2 Hotty. Il s’allie rapidement avec William Regal et aide ce dernier à attaquer Scotty 2 Hotty.

### Smackdown (2006)
Première apparition à WWE SmackDown le 1er septembre 2005 alors qu’il fait équipe avec William Regal face à Scotty 2 Hotty et Shoichi Funaki. Burchill l’emporte sur Scotty 2 Hotty. La semaine suivante il bat encore, mais cette fois en solo, Scotty 2 Hotty.
Regal et Burchill participent ensuite à un « Fatal Four Way Tag Match » face aux Mexicools, MNM, et les nouveaux LOD Road Warrior Animal et Heidenreich, avec l’enjeu du titre par équipe de la WWE. Regal et Burchill ne remportent pas ce combat mais continuent de faire équipe ensemble.
En janvier 2006, Burchill continue de faire quelques apparitions à la OVW. Il fait équipe avec Ken Doane face à Brent Albright et CM Punk, il agit souvent en tant que face et semble en lice pour le titre télévisé de la OVW. 
Burchill a son premier combat en tant que pirate le 10 mars à SmackDown! où il bat Regal.
Burchill battra une autre fois William Regal en simple le 7 avril 2006 à SmackDown!. Cette fois le combat a une stipulation qui obligera Regal s'habiller comme une buxom wench. Lady Regal, comme les annonceurs de SmackDown! se plaisent à l'appeler, n'a d'autre choix que de se vêtir selon les caprices de Burchill et ce jusqu'à ce que Burchill perde un combat. 
Le 21 avril Paul oblige William Regal à vêtir différents costumes comme un habit de gorille et un costumes de poulet. Regal s'habillera aussi en buccaneer pour un combat d'équipe face au duo Gymini. Burchill abandonnera Regal à son sort durant le combat ce qui causera sa propre défaite et mettra fin à ce festival du déguisement pour William Regal. 
Par la suite Burchill s'adjoint une nouvelle lady sous les traits de Shelly Martinez lors de Dark Match, avant de débuter le 6 mai à Velocity. Shelly Martinez disparaîtra par la suite car la WWE n'est pas satisfaite de ses performances.

### Raw et heel turn (2008)
Il refait son apparition à la WWE en juin 2008 après avoir frappé Mr. Kennedy quand il avait gagné son match contre Umaga par décompte à l'extérieur. Il fit un match en venant avec sa sœur où il perdit par compte de 3 à la suite d'un Mic Check de Mr Kennedy, sa sœur Katie Lea mit une gifle à l'adversaire de son frère lui permettant de lui porté un coup par derrière.
Le 14 juillet, à Raw, il affronte Kofi Kingston pour le titre de Intercontinental Champion, mais se fait battre après avoir reçu un Trouble in paradise.

### ECW (2009-2010)
Il fait son retour à la ECW le 14 juillet 2009 contre Yoshi Tatsu, un catcheur de la OVW, mais perd le match. Après une rivalité avec The Hurricane, il l'affrontera finalement le 17 novembre dans un Mask vs Career Match: si The Hurricane perd, il devra retirer son masque mais si Paul Burchill perd, lui devra quitter la ECW avec sa sœur Katie Lea Burchill et il perd ce match. Le 3 décembre Paul Burchill entame une nouvelle gimmick en attaquant The Hurricane sous le nom de l'Eventreur.
Paul Burchill et sa sœur Katie Lea Burchill seront de retour à la ECW pour attaquer The Hurricane.
Le 26 février 2010, la WWE le licencie en même temps que Gregory Helms et Maria.

## Palmarès
- International Wrestling Promotions
  - IWP Heavyweight Championship (1 fois)[4]

- Ohio Valley Wrestling
  - OVW Heavyweight Championship (4 fois)[5]
  - OVW Southern Tag Team Championship (1 fois) avec Stu Sanders[6]